# کمبل (اوهایو)
کمبل(به انگلیسی: Campbell) شهری در ایالت اوهایو کشور ایالات متحده آمریکا است که جمعیت آن در سرشماری سال ۲۰۱۰ میلادی، ۸٬۲۳۵ نفر بوده‌است.